# Felix Schneider (Eishockeyspieler)
Felix Schneider (* 18. Januar 1978 in Füssen) ist ein deutscher Eishockeyspieler (Stürmer), der in der abgelaufenen Saison bei den Erding Gladiators in der Bayernliga unter Vertrag stand.

## Karriere
Schneider begann seine Karriere in der Saison 1997/98 in der 2. Liga Süd beim EV Füssen, wo er bis zur Saison 1998/99 unter Vertrag stand.
Zur Saison 1999/00 zog es Schneider zum TSV Erding in die Oberliga, wo ihm die sportliche Qualifikation für die 2. Bundesliga 2000/01 gelang. Dort hielt sich der TSV Erding allerdings nur eine Saison lang auf, sodass Schneider in der Saison 2001/02 erneut in der Oberliga aktiv war.
Nach seiner Zeit in Erding kehrte er dann in die 2. Bundesliga zurück und unterschrieb einen Vertrag für die Saison 2002/03 bei den Eisbären Regensburg, bei denen er vier durchaus erfolgreiche Jahre verbrachte.
Zu Beginn der Saison 2006/07 wechselte Schneider dann zum Ligakonkurrenten EHC München, für den er auch in der Saison 2007/08 mit der Rückennummer 25 auflief.
Nachdem er einige Jahre in der 2. Bundesliga gespielt hatte, kehrte Schneider zur Saison 2008/09 zu den Erding Gladiators zurück.
Schneider studierte neben seiner sportlichen Karriere Medizin, die Promotion erfolgte 2008 an der Universität Heidelberg.

## Statistiken
(Legende zur Spielerstatistik: Sp oder GP = absolvierte Spiele; T oder G = erzielte Tore; V oder A = erzielte Assists; Pkt oder Pts = erzielte Scorerpunkte; SM oder PIM = erhaltene Strafminuten; +/− = Plus/Minus-Bilanz; PP = erzielte Überzahltore; SH = erzielte Unterzahltore; GW = erzielte Siegtore; 1 Play-downs/Relegation; Kursiv: Statistik nicht vollständig)